# Alice Fitoussi
Alice Fitoussi (in arabo أليس فيتوسي‎?; Bordj Bou Arreridj, 9 maggio 1916 – Parigi, 1978) è stata una cantante algerina.

## Biografia
Di famiglia ebraica algerina, Alice Fitoussi era figlia di Rahmim Fitoussi, cantante e violinista, dal quale apprese l'arte della musica. Pubblicò il suo primo disco all'età di tredici anni.
All'inizio del XX secolo, nel Maghreb la musica univa musicisti ebrei e musulmani che condividevano una comune e lunga eredità musicale e culturale, aldilà delle differenze religiose.
Le donne erano sempre più presenti nella scena musicale, ma la presenza arte veniva spesso vista come controversa.
Donne ebree come Fitoussi o Reinette L'Oranaise, non erano però soggette alla discriminazione basata sul genere come la vivevano le cantanti musulmane dell'epoca.
Fitoussi si esibiva spesso con artisti musulmani e per un pubblico prevalentemente musulmano.
Ha fatto spesso ricorso ad un'orchestra di accompagnamento di sole donne quando si esibiva per un pubblico di donne musulmane e di soli uomini quando il pubblico era composto da uomini musulmani. In particolare, si pensa che sia l'unica cantante ebrea del periodo ad essersi esibita nel Medh, canzoni poetiche in onore del profeta Maometto.
Nel 2006, alcune delle sue registrazioni sono state ripubblicate per raggiungere un pubblico più vasto come parte della serie Trésors de la Chanson Judéo-Arabe della Mélodie Distribution.